# Dazzling Girl
„Dazzling Girl” – piąty japoński singel południowokoreańskiej grupy SHINee, wydany 22 października 2012 roku. Osiągnął 2 pozycję w rankingu Oricon i pozostał na liście przez 8 tygodni, sprzedał się w nakładzie 110 915 egzemplarzy. Singel zdobył status złotej płyty.
Singel został wydany w trzech wersjach: regularnej i dwóch limitowanych (CD+DVD).
Utwór tytułowy został użyty jako piosenka przewodnia Sukkiri!! (jap. スッキリ!!).

## Lista utworów
| CD (edycja regularna)  |                                                        |                                                        |                                                                                  |       |
| Nr                     | Tytuł                                                  | Słowa                                                  | Muzyka                                                                           | Czas  |
| 1.                     | "Dazzling Girl"                                        | Sara Sakurai, Rx                                       | Drew Ryan Scott, Rob. A!, Justin Trugman, Jaakko Manninen, Walter Afanasieff, Rx | 3:32  |
| 2.                     | "Run With Me"                                          | Kanata Okajima                                         | Peter Habib, Adam Nierow, Erika Nuri                                             | 3:12  |
| 3.                     | "Dazzling Girl" (Instrumental)                         |                                                        | Drew Ryan Scott, Rob. A!, Justin Trugman, Jaakko Manninen, Walter Afanasieff, Rx | 3:32  |
| 4.                     | "Run With Me" (Instrumental)                           |                                                        | Peter Habib, Adam Nierow, Erika Nuri                                             | 3:12  |
| CD (edycja limitowana) |                                                        |                                                        |                                                                                  |       |
| Nr                     | Tytuł                                                  | Słowa                                                  | Muzyka                                                                           | Czas  |
| 1.                     | "Dazzling Girl"                                        | Sara Sakurai, Rx                                       | Drew Ryan Scott, Rob. A!, Justin Trugman, Jaakko Manninen, Walter Afanasieff, Rx | 3:32  |
| 2.                     | "Run With Me"                                          | Kanata Okajima                                         | Peter Habib, Adam Nierow, Erika Nuri                                             | 3:12  |
| 3.                     | "Bodyguard" (Rearranged; wer. limitowana B)            |                                                        |                                                                                  | 3:15  |
| DVD (Type A)           |                                                        |                                                        |                                                                                  |       |
| Nr                     | Tytuł                                                  | Tytuł                                                  | Tytuł                                                                            | Czas  |
| 1.                     | "Dazzling Girl" Music Video                            | "Dazzling Girl" Music Video                            | "Dazzling Girl" Music Video                                                      | 4:12  |
| 2.                     | "Dazzling Girl" (Jacket & Music Video Shooting Sketch) | "Dazzling Girl" (Jacket & Music Video Shooting Sketch) | "Dazzling Girl" (Jacket & Music Video Shooting Sketch)                           | 15:32 |

## Notowania
| Lista                                      | Pozycja |
| ------------------------------------------ | ------- |
| Oricon Daily Chart                         | 2       |
| Oricon Weekly Chart                        | 2       |
| Oricon Monthly Chart                       | 4       |
| Oricon Yearly Chart                        | 71      |
| Billboard Japan Adult Contemporary Airplay | 28      |
| Billboard Japan Hot Top Airplay            | 8       |
| Billboard Japan Hot Singles Sales          | 2       |
| Billboard Japan Hot 100                    | 2       |